# Выру (волость, 2017)
Вы́ру (эст. Võru vald) — волость в Эстонии в составе уезда Вырумаа. Образована в 2017 году. Административный центр — город Выру.

## География

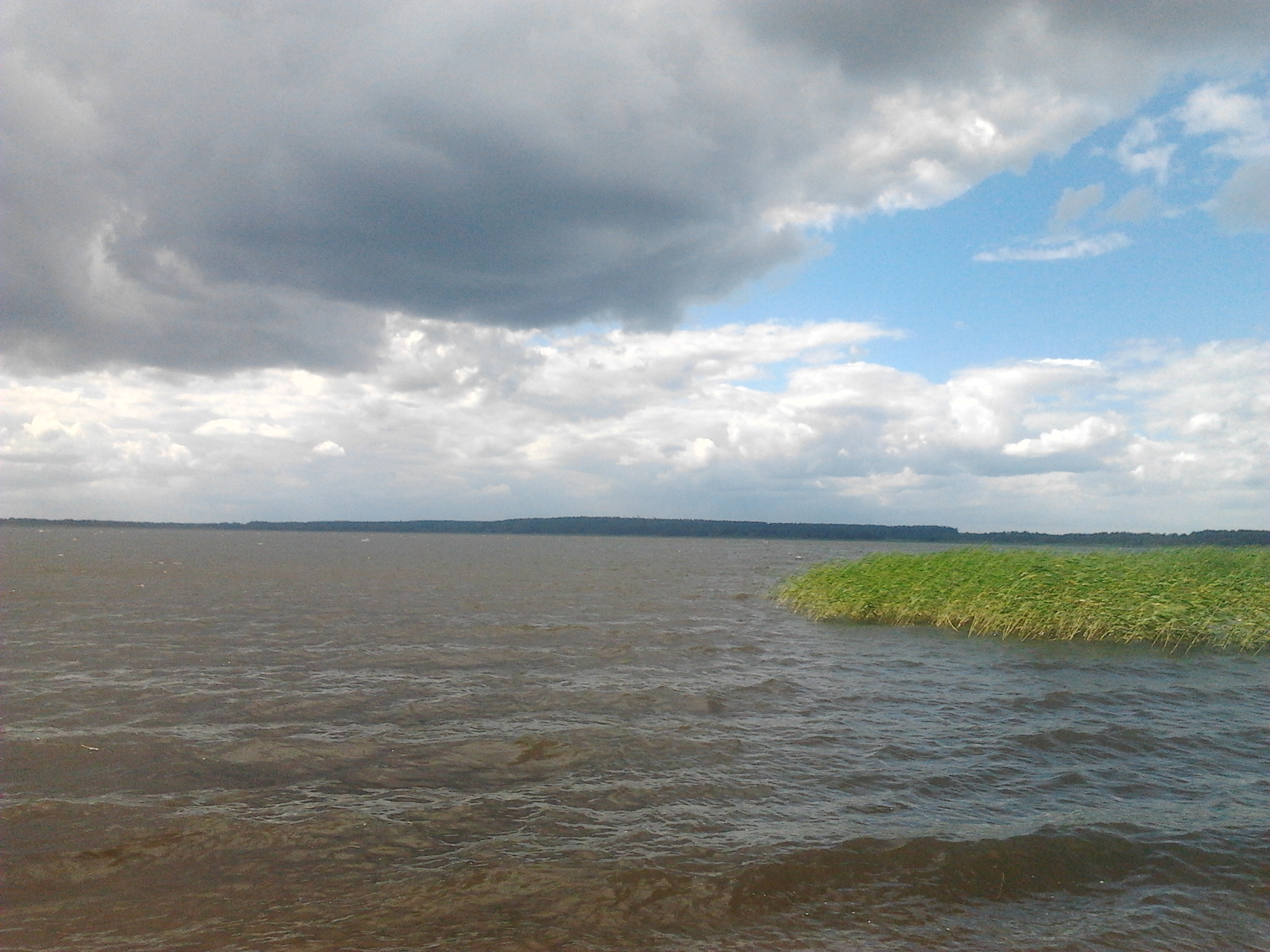
Озеро Вагула

Расположена на юге Эстонии. Северная часть волости находится на возвышенности Отепя, южная — на возвышенности Хаанья, между ними расположен прогиб Выру-Харгла. Соседними волостями являются: на западе Антсла, на севере — Канепи, Пылва и Ряпина, на востоке — Сетомаа, на юге — Рыуге. Расстояние от города Выру до Таллина составляет около 250 км, до Тарту — около 70 км.
Половину земельный угодий, внесённых в земельных кадастр (50 % или около 48 тысяч га) составляют леса, более четверти (28 % или около 27 тысяч га) — возделываемые земли, природные луга составляют 9 % от общей площади волости.
Площадь волости — 952,30 км², плотность населения на 1 января 2024 года составила 10,8 чел/км².
В волости много как природных озёр (132), так и заливных и искусственных озёр (58). Крупнейшие из них — Вагула, Тамула, Лыыдла и Кирикумяэ. На возвышенностях получают своё начало несколько рек и ручьёв (всего более 70), в том числе самая длинная река Эстонии — Выханду. По территории волости также протекают такие известные реки, как Пиуза и Мустйыги.
На территории волости полностью или частично находятся 4 природных парка, 15 природоохранных зон, 5 охраняемых парков, но при этом удельный вес охраняемых земель по сравнению с уездом Вырумаа и Эстонией в целом является маргинальным (соответственно 0,2 % или 185 га, 1,7 % и 4,4 %).
Полезные ископаемые: песок и щебень.

## История
Волость Выру образована в октябре 2017 года в результате административно-территориальной реформы путём слияния волостей Ласва, Орава, Сымерпалу, Вастселийна и Выру. Административный центр волости — город Выру (в состав волости не входит).
Официальное русское название волости Выру во времена Российской империи — Верроская волость (нем. Werrohof, Gemeinde).

## Символика
Герб: геральдический щит делит на секции золотого и синего цветов наклонная волнистая линия; в золотой секции синее кольцо, в синей секции в наклонном положении золотая дубовая ветвь с тремя листьями.

Герб символизирует единство объединившихся муниципалитетов. Синий цвет символизирует обилие водоёмов и чистую природу. Золотой цвет символизирует красоту и светлое будущее региона, а также кварцевый песок Пиуза и сельское хозяйство.

Флаг: прямоугольное полотнище разделено по диагонали волнистой линией на две равные части от верхнего угла у древка до нижнего угла развевающейся стороны полотнища. Часть у древка — синего цвета, и на ней в наклонном положении жёлтая дубовая ветвь с тремя листьями. Часть у развевающейся стороны полотнища жёлтого цвета и на ней синее кольцо. Нормальный размер флага 105×165 см, соотношение ширины и длины 7:11.

## Населённые пункты
В составе волости 5 посёлков и 182 деревни.
Посёлки: Вастселийна, Вяймела, Козе, Парксепа, Сымерпалу.

Деревни: Алакюла, Алапыдра, Андсумяэ, Вааркали, Вагула, Вана-Нурси, Вана-Саалузе, Вана-Вастселийна, Варесе, Ватса, Вериярве, Вийтка, Вилла, Вивва, Воки, Воки-Тамме, Вылси, Вырумыйза, Вырусоо, Вяйсо, Илли, Индра, Йеэдаскюла, Каагу, Кахква, Кахро, Каку, Какусуу, Камнитса, Канну, Капера, Касаритса, Кеэма, Керепяэлсе, Кирикумяэ, Кирумпяэ, Клийма, Колепи, Колорейно, Корнитса, Кусма, Кыйвсааре, Кылликюла, Кыо, Коргымыйза, Куренурме, Кургессааре, Кырве, Кывера, Кяпа, Кяргула, Кярнамяэ, Кяэпа, Кяэтсо, Кюхмамяэ, Кюлаору, Кюндья, Лаковитса, Лапи, Ласва, Лауга, Лехеметса, Лейсо, Лепассааре, Лийнамяэ, Лийва, Лилли-Анне, Линдора, Линнамяэ, Листаку, Ломпка, Лооси, Лоосу, Лухте, Лууска, Мади, Мадала, Маяла, Марга, Меэгомяэ, Меэлику, Мустассааре, Мустья, Мутсу, Мыйзамяэ, Мыкси, Мырги, Мяэ-Кыокюла, Мяэкюла, Мяэссааре, Мёлдри, Нави, Ноодаскюла, Нооска, Нынова, Олески, Орава, Оро, Ортума, Осула, Отса, Пайдра, Палометса, Паловеэре, Пари, Перакюла, Пераметса, Пикаканну, Пикасилла, Пилле, Пинди, Пиуза, Плесси, Праакмани, Притси, Пуйга, Пулли, Пунакюля, Пуусепа, Пуутли, Пяка, Пясся, Пяэвякесе, Раади, Райсте, Раудсепа, Раускапалу, Ребасмяэ, Рийхора, Роозисааре, Румми, Русима, Рысса, Ряпо, Саарде, Сааремаа, Савиоя, Сика, Соэ, Соэна, Соокюла, Сулби, Сутте, Сууреметса, Сымерпалу, Табина, Тагакюла, Талликесте, Тамме, Таммсааре, Телласте, Тири, Тохкри, Тоотси, Тсолго, Тсолли, Тудерна, Тюэтсмяэ, Удсали, Умбсааре, Хаммасте, Хаава, Хаава-Тсяпси, Хайдаку, Халла, Ханикасе, Ханнусте, Харги, Хеэска, Хейнасоо, Хеллекунну, Хинниала, Хинса, Холста, Хорма, Хусари, Хутита, Хянике, Юбa, Юраски, Янтра, Ярвере.

## Демография по данным Регистра народонаселения
По данным Регистра народонаселения, который ведёт Министерство внутренних дел Эстонии, с 2003 по 2018 год численность населения волости существенно уменьшилась. Естественный прирост населения в волости в последние годы негативный. С 2013 года наблюдается постоянная тенденция к снижению числа лиц трудоспособного возраста (19—64 года). Население волости стареет, растёт число и удельный вес лиц, нуждающихся в социальных услугах.
Численность населения волости Выру (Регистр народонаселения):
| Год  | 2003   | 2008     | 2013     | 2018     |
| ---- | ------ | -------- | -------- | -------- |
| Чел. | 12 222 | ↘ 11 822 | ↘ 11 420 | ↘ 10 942 |

## Данные Департамента статистики

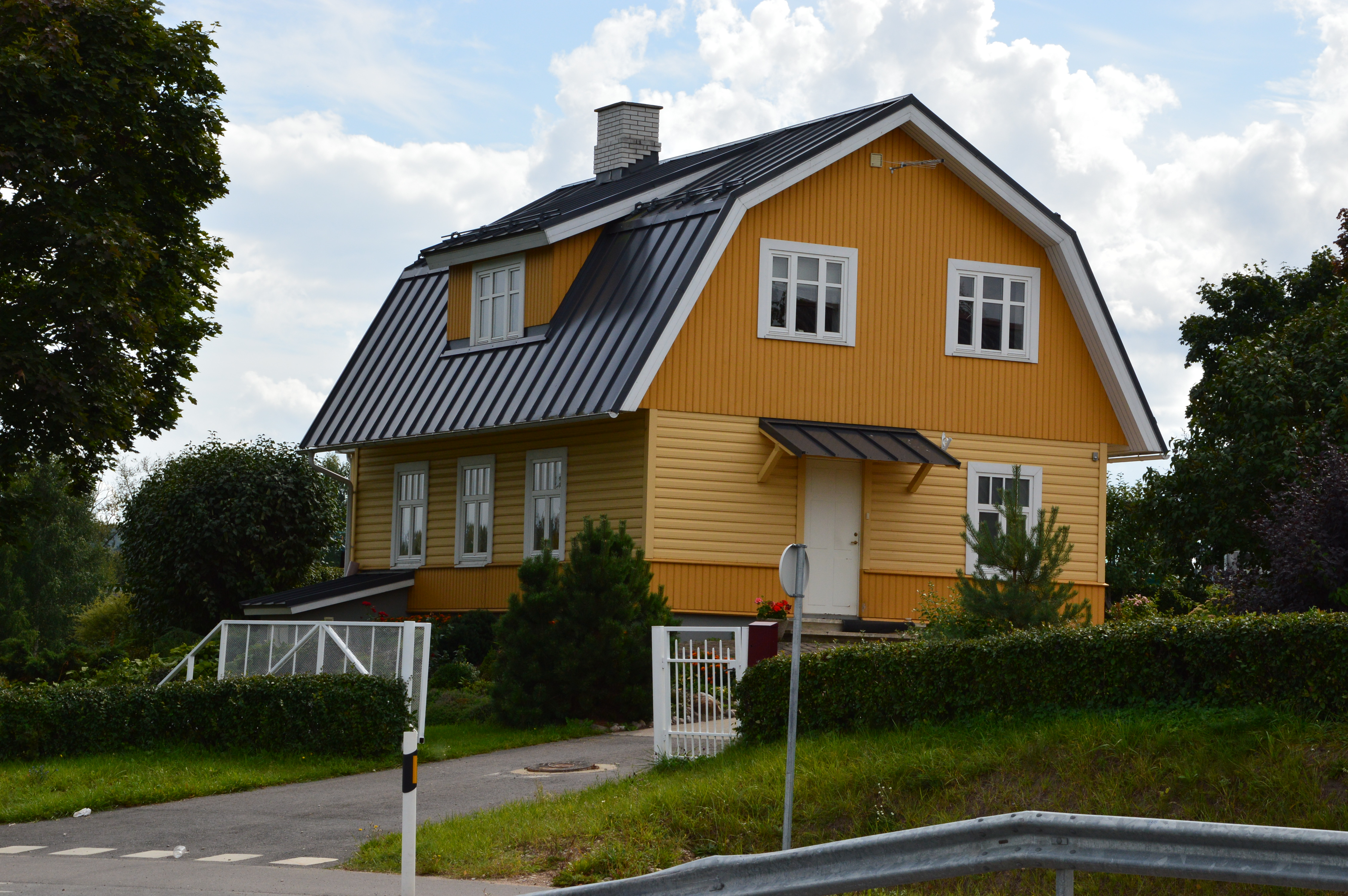
Жилой дом в посёлке Козе

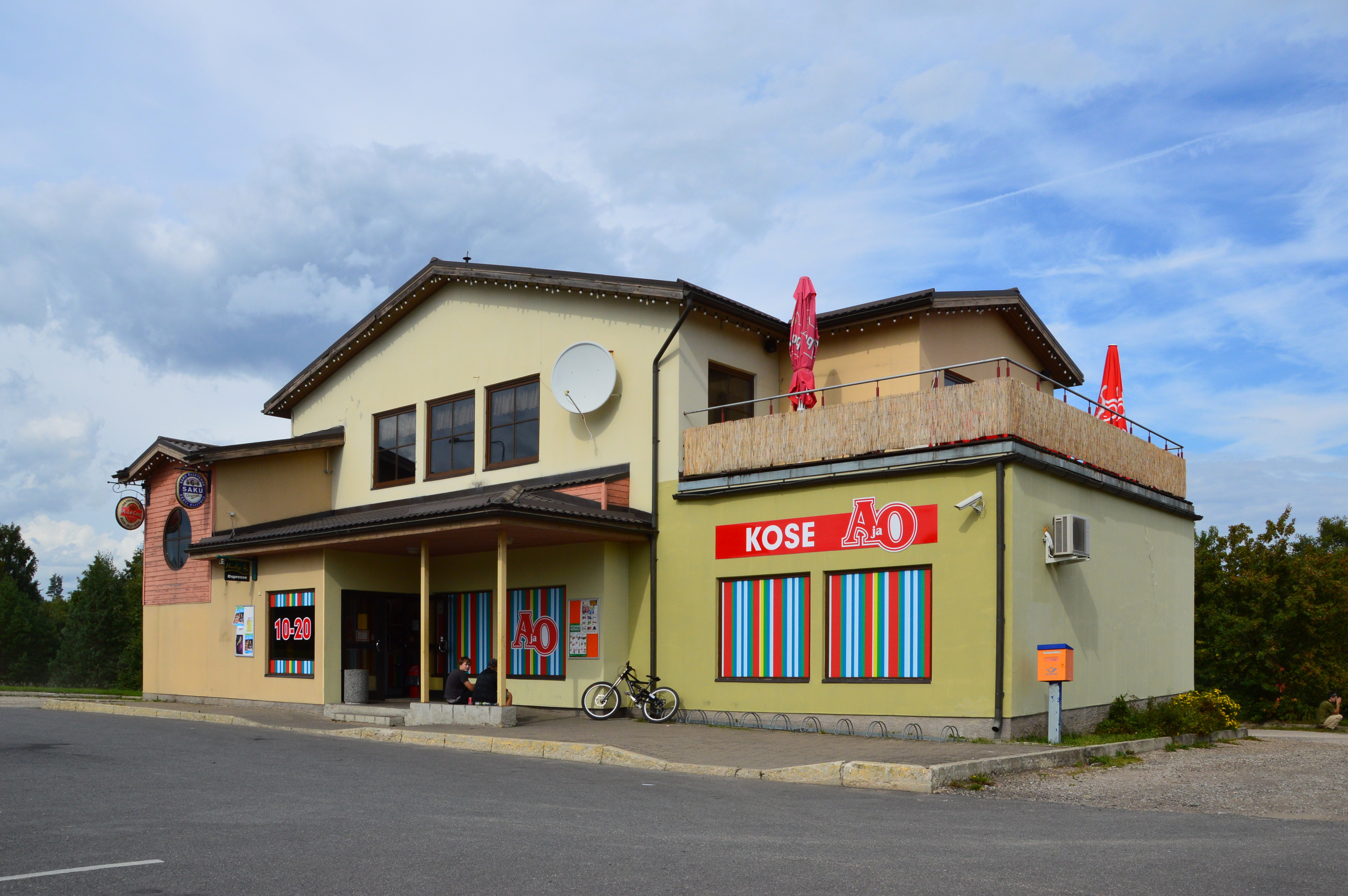
Магазин «AjaO» в посёлке Козе

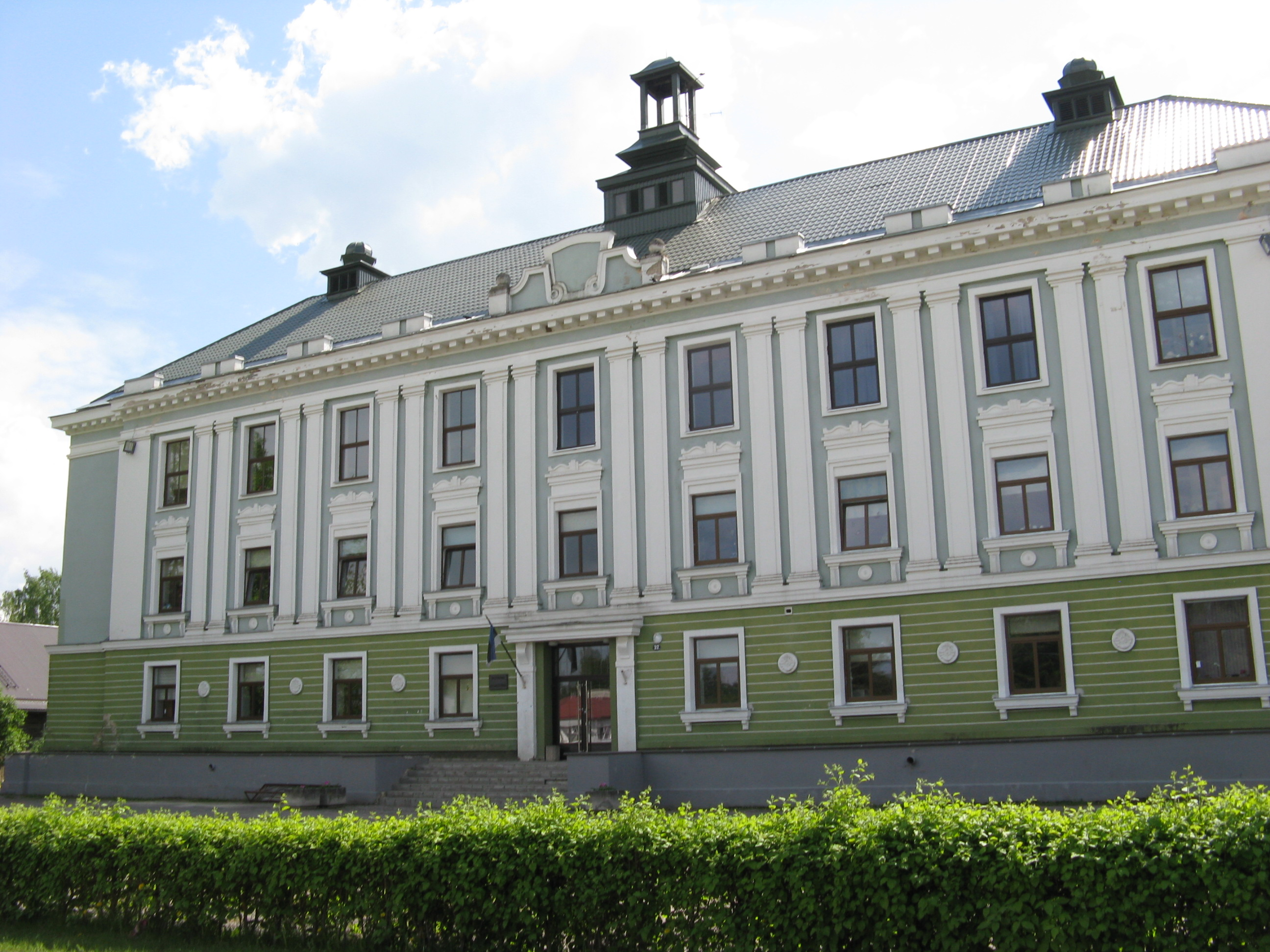
Школа в посёлке Вастселийна

Данные Департамента статистики Эстонии о волости Выру:
Число жителей на 1 января каждого года::
| Год  | 2015   | 2016     | 2017     | 2018     | 2019     | 2020     | 2021     | 2022     | 2023     | 2024     |
| ---- | ------ | -------- | -------- | -------- | -------- | -------- | -------- | -------- | -------- | -------- |
| Чел. | 10 832 | ↗ 10 854 | ↘ 10 781 | ↗ 10 793 | ↘ 10 738 | ↗ 10 804 | ↘ 10 699 | ↘ 10 367 | ↗ 10 374 | ↘ 10 310 |

Число рождений (живорождённых):
| Год  | 2015 | 2016  | 2017 | 2018 | 2019  | 2020 | 2021  | 2022 | 2023 |
| ---- | ---- | ----- | ---- | ---- | ----- | ---- | ----- | ---- | ---- |
| Чел. | 105  | ↗ 113 | ↘ 90 | ↗ 99 | ↗ 107 | ↘ 95 | ↗ 107 | ↘ 92 | ↗ 94 |

Число умерших:
| Год  | 2015 | 2016  | 2017  | 2018  | 2019  | 2020  | 2021  | 2022  | 2023  |
| ---- | ---- | ----- | ----- | ----- | ----- | ----- | ----- | ----- | ----- |
| Чел. | 174  | ↘ 126 | ↗ 143 | ↗ 151 | ↘ 134 | ↗ 163 | ↗ 188 | ↗ 189 | ↘ 154 |

Зарегистрированные безработные:
| Год  | 2015 | 2016 | 2017 | 2018 | 2019 | 2020 | 2021 | 2022 | 2023 |
| ---- | ---- | ---- | ---- | ---- | ---- | ---- | ---- | ---- | ---- |
| Чел. | 311  | 306  | 346  | 376  | 321  | 323  | 409  | 368  | 420  |

*2015—2019 годы — среднегодовое число, с 2020 года — на 1 января.
Средняя брутто-зарплата работника:
| Год  | 2015 | 2016  | 2017   | 2018   | 2019   | 2020   | 2021   | 2022   |
| ---- | ---- | ----- | ------ | ------ | ------ | ------ | ------ | ------ |
| Евро | 893  | ↗ 952 | ↗ 1008 | ↗ 1071 | ↗ 1124 | ↗ 1174 | ↗ 1239 | ↗ 1321 |

В 2019 году волость Выру занимала 61 место по величине средней брутто-зарплаты работника среди 79 муниципалитетов Эстонии.
Число учеников в школах:
| Год  | 2015 | 2016   | 2017   | 2018   | 2019   | 2020   | 2021   | 2022   | 2023   | 2024   |
| ---- | ---- | ------ | ------ | ------ | ------ | ------ | ------ | ------ | ------ | ------ |
| Чел. | 1085 | ↘ 1062 | ↗ 1089 | ↗ 1118 | ↘ 1117 | ↘ 1103 | ↘ 1086 | ↘ 1076 | ↘ 1065 | ↗ 1091 |

## Инфраструктура

### Образование
В 2018 году в волости работали 8 детских садов: 6 муниципальных, один частный и один при основной школе в Орава. На первом этаже детсада посёлка Парксепа действует вальдорфский детский сад. В 2017/2018 учебном году дошкольные учреждения волости посещали 456 детей.
В волости работают 3 муниципальных основных школы (в Кяэпа, Пуйга и Осула), 1 частная основная школа (в Пикаканну), 2 волостные гимназии (в Парксепа и Вастселийна). В Вастселийна есть муниципальная музыкальная школа (89 учеников и 2 преподавателей в 2017/2018 учебном году). В 2017 году была закрыта основная школа Сымерпалу, где было только 45 учеников, и в данном регионе можно получить образование в основной школе Осула. С 2012 года Школа Пикаканну стала частной. В Вяймела работает государственное профессиональное учебное учреждение — Вырумааский центр профессионального образования (403 ученика в 2017/2018 учебном году).
Возможности повышения уровня образования и переобучения для взрослых предлагает Вырумааский центр профессионального образования, а также действующая в городе Выру гимназия для взрослых.

### Медицина и социальное обеспечение
Медицинские услуги первого уровня оказывают семейные врачи в Ласва, Орава, Осула, Вастселийна и Вяймела. Специальная врачебная помощь и скорая медицинская помощь работают на базе Южно-Эстонской больницы, расположенной на территории волости в деревне Меэгомяэ.
Социальные услуги и услуги по уходу оказывают дом по уходу Сымерпалу в деревне Ярвере (49 мест, 16 работников), социальный центр Кяэпа в деревне Кяэпа (25 мест) и частный дом по уходу в Вастселийна.

### Культура, досуг и спорт

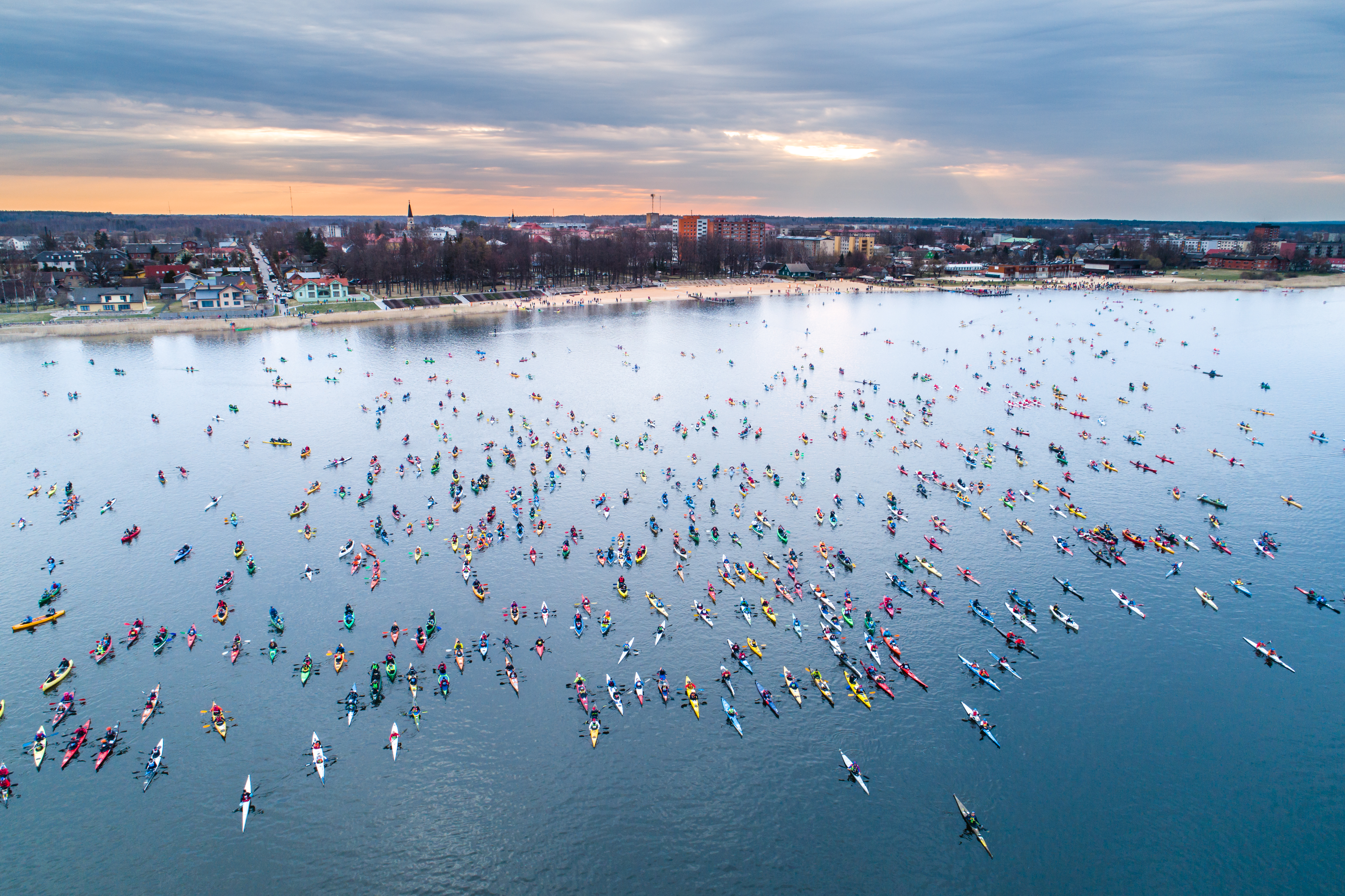
Марафон на байдарках по реке Выханду в 2019 году, старт на озере Тамула

На территории волости работает 15 библиотек, в различных регионах действуют 4 молодёжных центра.
Обучение по интересам предлагает Школа по интересам в Пикаканну (11 учебных программ). В 2016/2017 году в ней насчитывалось 97 учеников и 5 педагогов. Дети волости могут также обучаться в школах по интересам в городе Выру; в 2017/2018 учебном году там насчитывалось 13 таких учреждений, в том числе 3 муниципальных: музыкальная школа Выру, спортивная школа Выру и художественная школа Выру (остальные — частные). В 2017/2018 учебном году в художественной школе обучались 76 детей волости, в спортшколе — 101, в музыкальной школе — 73 ученика из числа детей волости. При каждой школе волости действует в среднем 15-20 кружков по интересам в области спорта, искусства и техники: робототехника, художественный, гимнастический, волейбольный, танцевальный, столярный, гончарный, кружок выруского языка, различные хоры и пр.
По состоянию на начало 2018 года в волости работали 7 народных домов и домов культуры: в Ласва, Орава, Парксепа, Пуйга, Тсолго, Нави и Тагакюла. В волости проводятся десятки традиционных мероприятий, крупнейшими из них является Мотокросс Сымерпалу (Sõmerpalu Motokross), марафон на байдарках реке Выханду (Võhandu Maraton), ярмарка Линдора (Lindora laat), сельская ярмарка Вастселийна.
На территории волости находятся 45 спортивных объектов и сооружений. Спортзалы и стадионы есть при каждой муниципальной школе. В Вяймела работает Центр здоровья, где имеется единственный в уезде Вырумаа плавательный бассейн. В деревне Меэгомяэ действует подразделение Выруского спортивного центра — спортивная база Андсумяэ. Важнейшими спортивными объектами частного сектора является мото-холл и трасса для мотокроссов в Сымерпалу и горнолыжный центр Кютиору.

### Жилая среда и транспорт
Центральное водоснабжение и канализация имеются в посёлках волости и в крупных деревнях, в частности: Вана-Вастселийна, Вылси, Вырумыйза, Кирумпяэ, Куренурме, Линнамяэ, Лооси, Меэгомяэ, Осула, Пуйга, Хяникесе, Ярвере и др. В деревнях Кюндья, Кюлаору и Нави есть только центральное водоснабжение; в остальных деревнях используются глиняные колодцы и колодцы-скважины.
По состоянию на 2015 год центральное теплоснабжение имелось во всех посёлках волости и в некоторых деревнях, в частности Пуйга и Меэгомяэ.
Волостные предприятия услуг: аптеки в деревне Меэгомяэ и в посёлке Вастселийна; почтовое отделение в Вастселийна и почтовые пункты в Вяймела, Осула, Пуйга, Ласва и Орава; денежные автоматы в Вастселийна и Орава; магазины продуктов и товаров первой необходимости во всех крупных населённых пунктах. К 2018 году быстрый интернет (световой кабель) был подведён во все крупные населённые пункты волости, однако имелись проблемы с мобильной связью и интернетом в небольших деревнях.
Государственная спасательная команда размещается в посёлке Вастселийна, добровольные дружины действуют в деревнях Ласва и Орава.
По состоянию на 2018 год в волости было 650 км дорог, находящихся в общественном пользовании. Твёрдое покрытие имели только 7 % шоссе и 63 % улиц. Улучшение качества дорог является одним из приоритетов волости. Уличное освещение есть в посёлках и в самых крупных деревнях.
Большинство крупных центров волости имеют хорошее транспортное сообщение с городом Выру. В различных регионах волости по утрам ездит школьный автобус.

## Экономика
По данным Налогово-таможенного департамента в апреле 2018 года в волости было зарегистрировано более тысячи предприятий, но из них действующими (то есть имеющими работников или торговый оборот) было только 387. На предприятиях волости насчитывалось около 2500 рабочих мест; это означает, что существенная часть трудоспособного населения волости работает за пределами её территории. Больше всего работников (около 1200 или 48 % от их общего числа) было в обрабатывающей промышленности, самые крупные предприятия которой были связаны с деревообработкой. Преобладающее число предприятий волости — это микро-предприятия (численность работников менее 10).

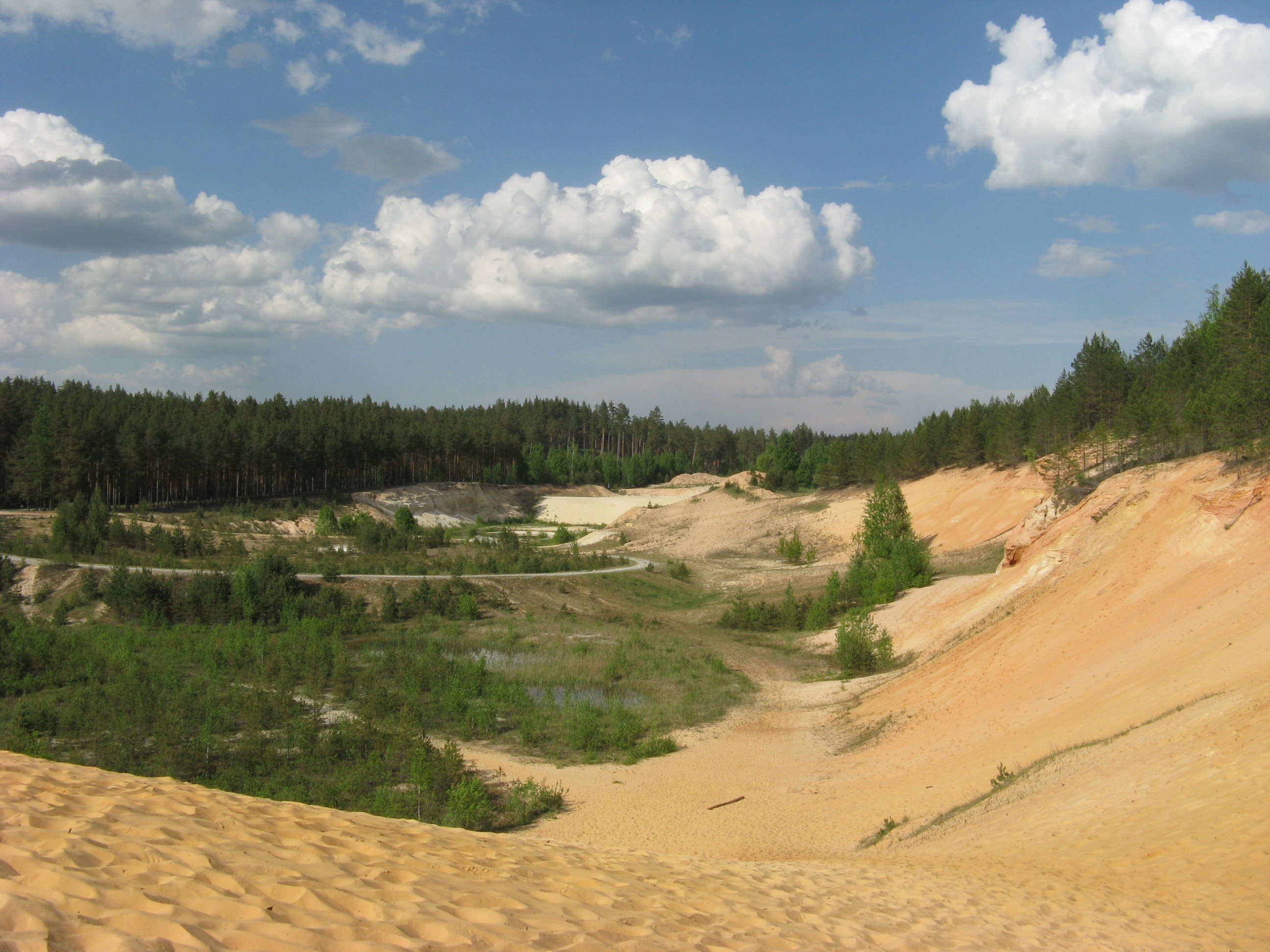
Песчаный карьер в деревне Пиуза

Крупнейшие работодатели волости по состоянию на 31 марта 2020 года:
| Предприятие/организация | Вид деятельности                                  | Численность работников |
| ----------------------- | ------------------------------------------------- | ---------------------- |
| AS Lõuna-Eesti Haigla   | Больница                                          | 439                    |
| Barrus AS               | Производство изделий из древесных плит            | 241                    |
| Võru Vallavalitsus      | Востная управа; орган государственного управления | 157                    |
| Toftan AS               | Лесопильное производство                          | 129                    |
| Parksepa Keskkool       | Гимназия Парксепа                                 | 59                     |
| Vastseliina Gümnaasium  | Гимназия Вастселийна                              | 46                     |
| Lasva Liimpuidu AS      | Производство древесных плит                       | 38                     |

## Достопримечательности
Памятники культуры:

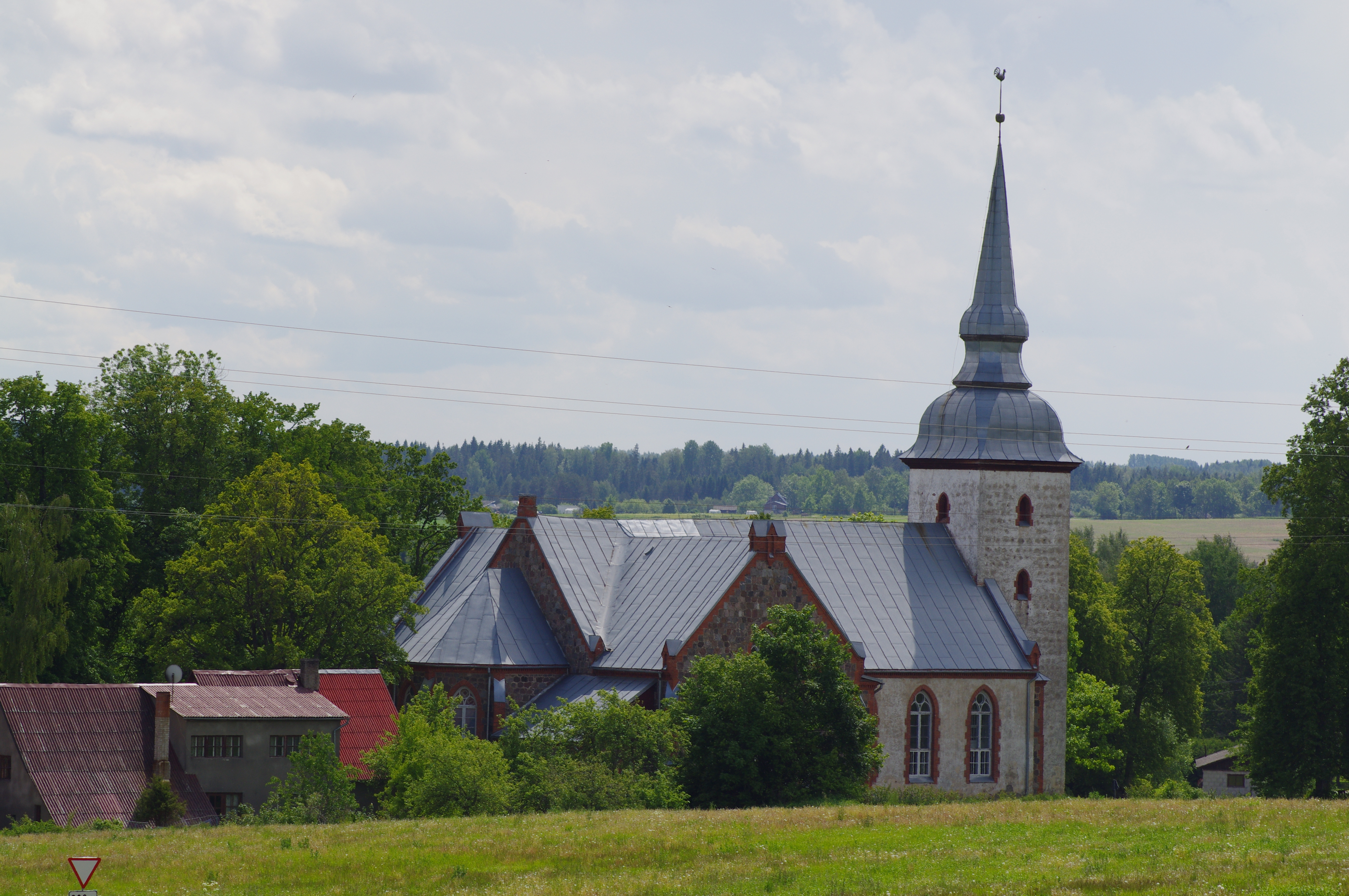
Церковь Святой Екатерины в Вастселийна

- церковь прихода Святой Екатерины в посёлке Вастселийна

Сакральное строение с нетрадиционным для данного региона архитектурным решением. Было построено в 1772 году вместо старой деревянной церкви. Башня имеет купол в стиле барокко. В 1901 году по проекту архитектора Роберта Польмана (Robert Pohlmann) возведены трансепт в историческом стиле, полигональные хоры и ризница. Алтарь, органные эмпоры и кафедра — в стиле неоготики;
- мыза Линнамегги (Линнамяэ)

Основана предположительно в 1748 году. С 1835 года и до национализации в 1920 году мызой владело дворянское семейство Майделей. Нынешнее главное здание (господский особняк) мызы было возведено в середине второй половины 19-го столетия. В 1967 году в нём располагался магазин Общества потребителей Антсла, затем долгое время в здании работали отделение связи, библиотека и совхозная контора. C 1993 года перешло в частную собственность, при инспектировании 27 октября 2017 года находилось в хорошем состоянии;
- мыза Ярвен (Ярвере)

Главное здание мызы построено в первые годы XX века. Является примечательным образцом господского дома в стиле историзма с уклоном в необарокко;
- епископское городище Нейгаузен

Строительство городища было начато в 1342 году по инициативе магистра Ливонского ордена Бурхарда фон Дрейлебена рядом с военно-торговой дорогой, соединявшей Старую Ливонию и Псков. Главная крепость была готова вероятно до 1379 года. За распространением огнестрельного оружия последовали объёмные работы по перестройке и расширению городища, продолжавшиеся до Северной войны. Шведы в конце 17-го столетия также имели планы по перестройке крепости, но из-за войны они остались нереализованными.
Другие достопримечательности:
- церковь Пинди в деревне Ласва

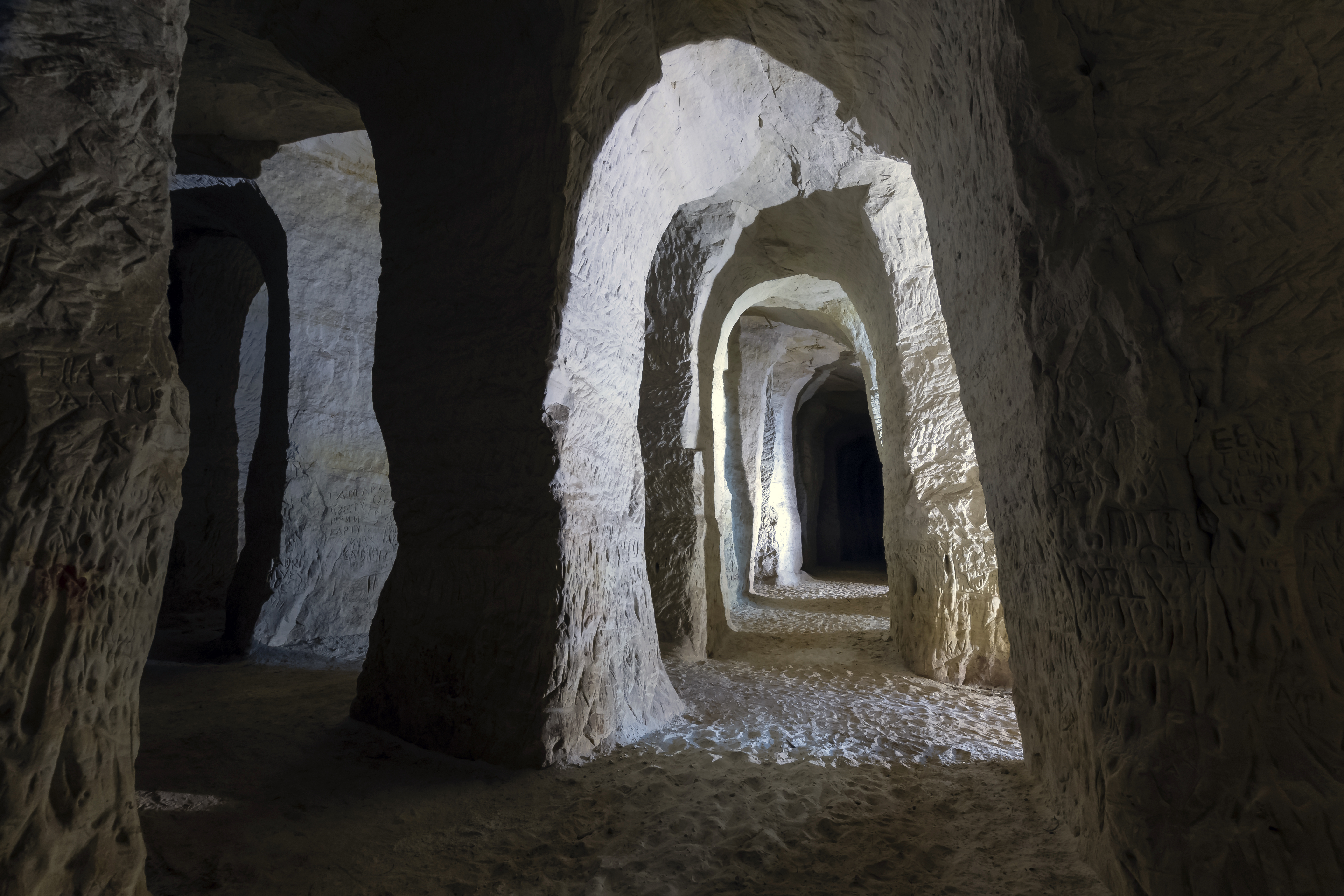
Пещеры Пиуза

Церковь Пинди построена по проекту архитектора Й. Г. Мюльхаузена. Освящена в 1881 году;
- средневековый центр впечатлений епископского городища Нейгаузен

Включает в себя развалины замка (городища), святилище XIV века, главное здание центра впечатлений, корчму замка, Дом паломников, Часовню странников и усадебный парк.
- пещеры в деревне Пиуза;
- метеоритные кратеры в деревне Ребасмяэ

В данном районе имеются 5 впадин (кратеров), относительно двух из которых точно известно их метеоритное происхождение: они называются Пыргухауд («Адова Могила», диаметр 75-80 метров, глубина 12,5 метра) и Сюгавхауд («Глубокая могила»). Группа кратеров носит название Илуметса.

## Галерея

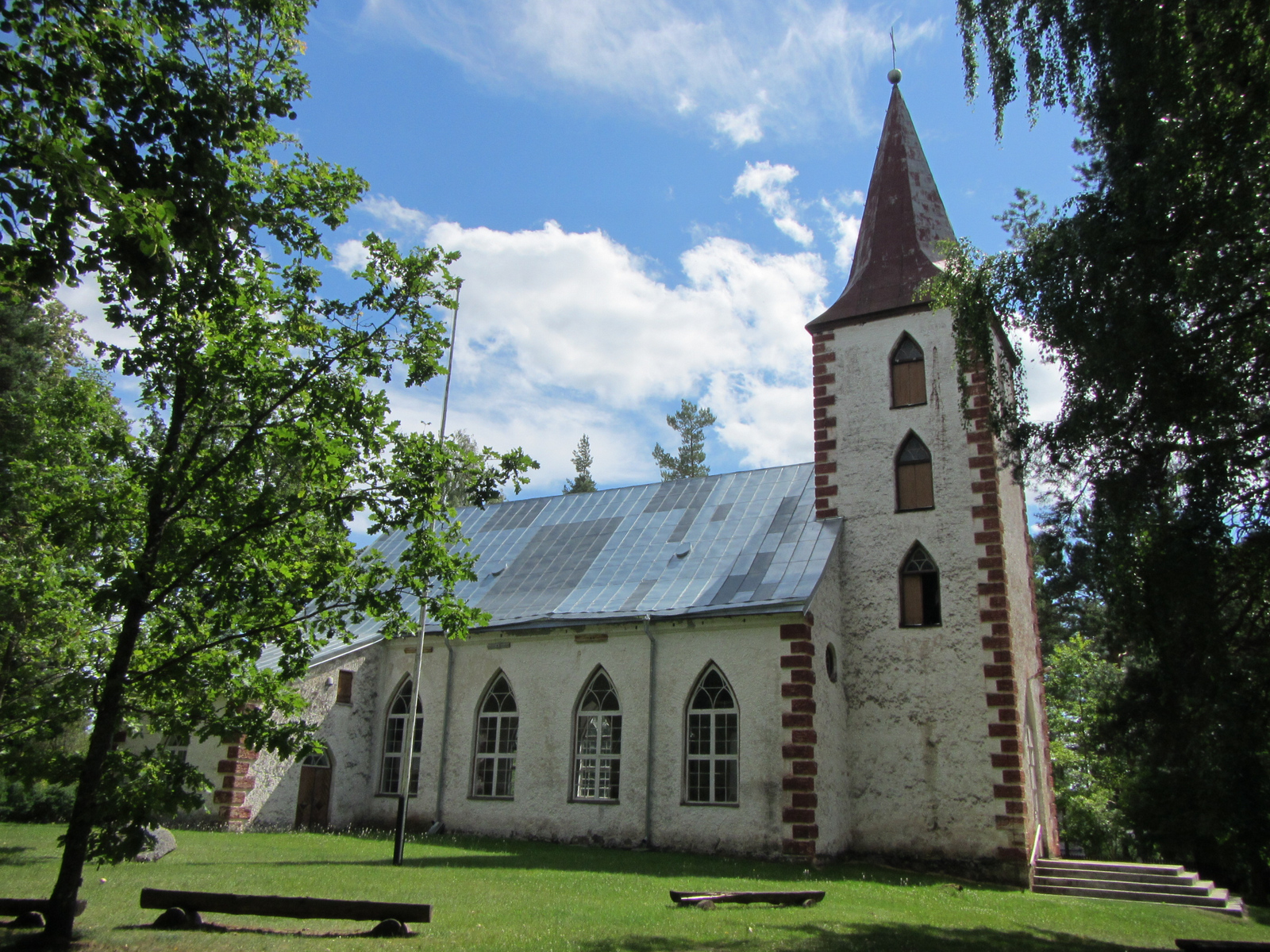
Церковь Пинди в деревне Ласва
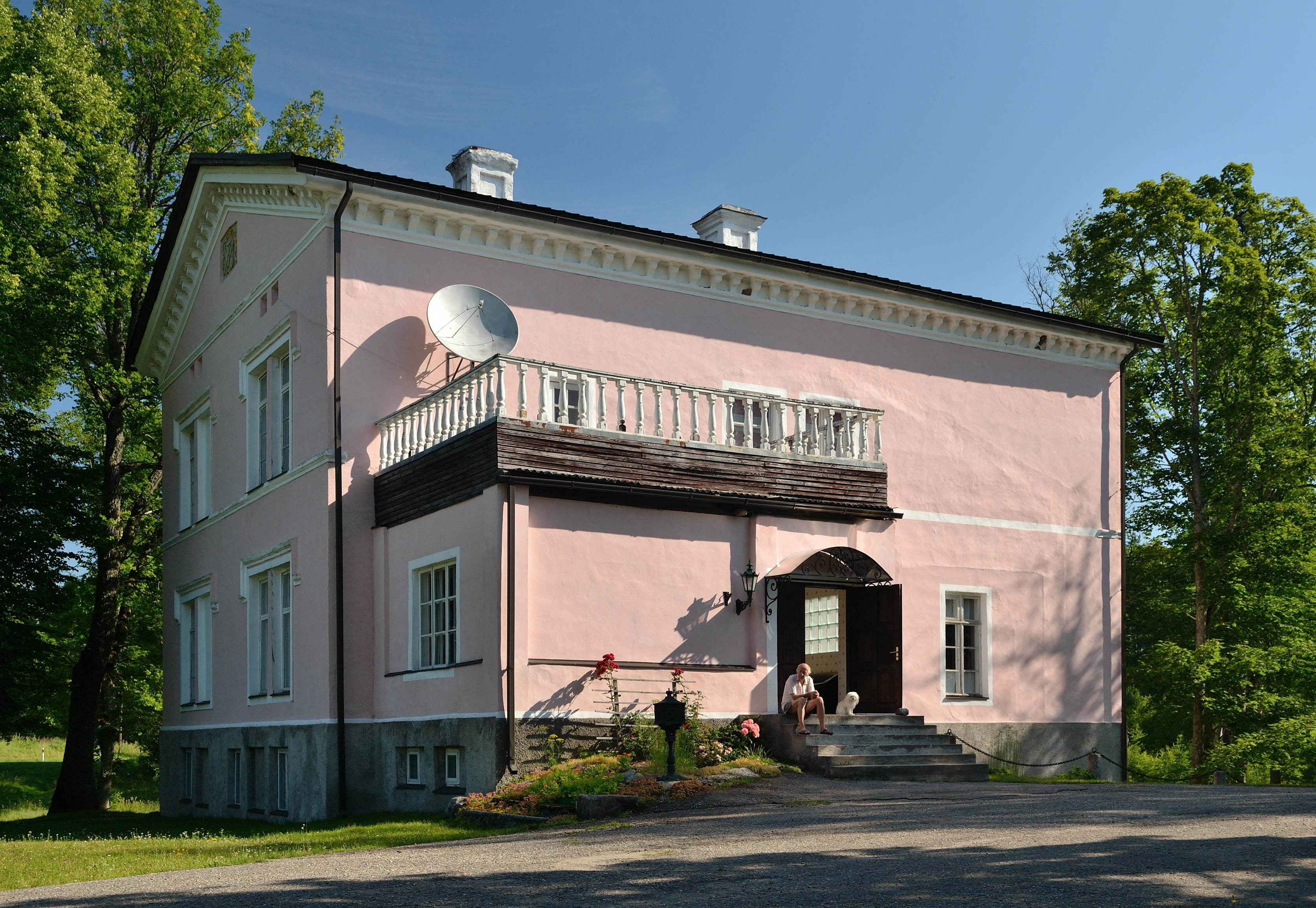
Главное здание мызы Линнамегги (Линнамяэ)
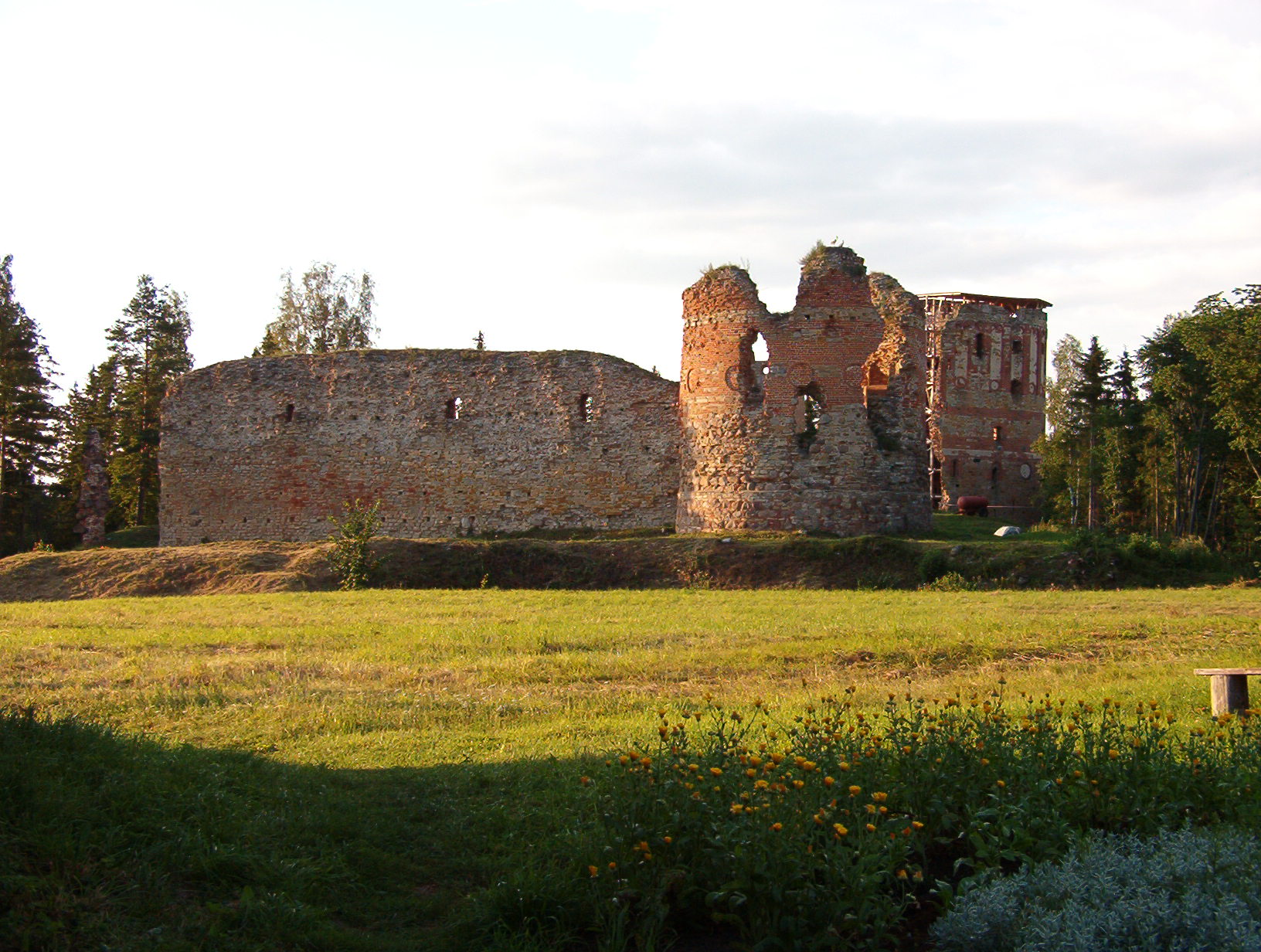
Руины городища Нейгаузен
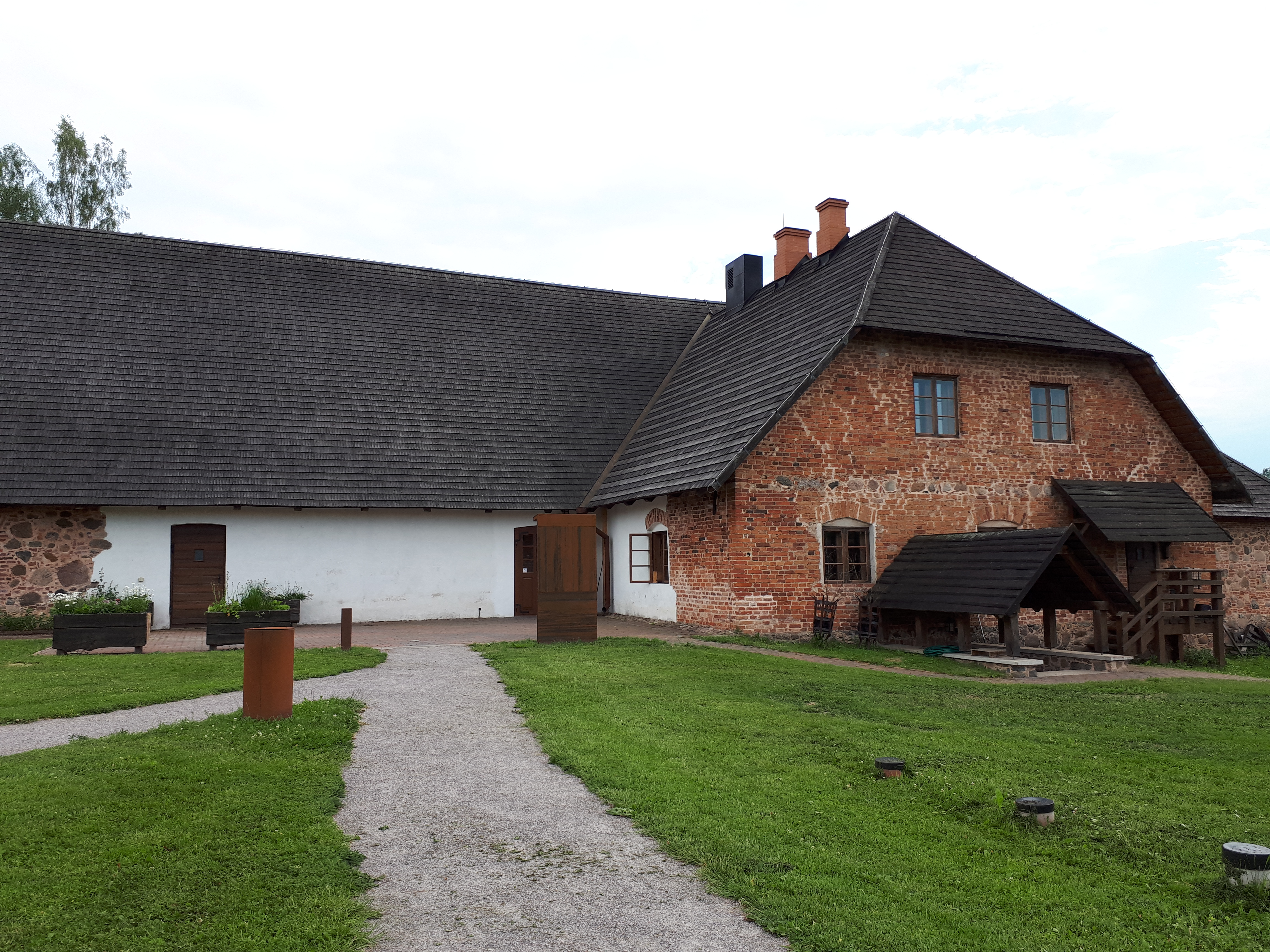
Музей замка Нейгаузен (Вастселийна)
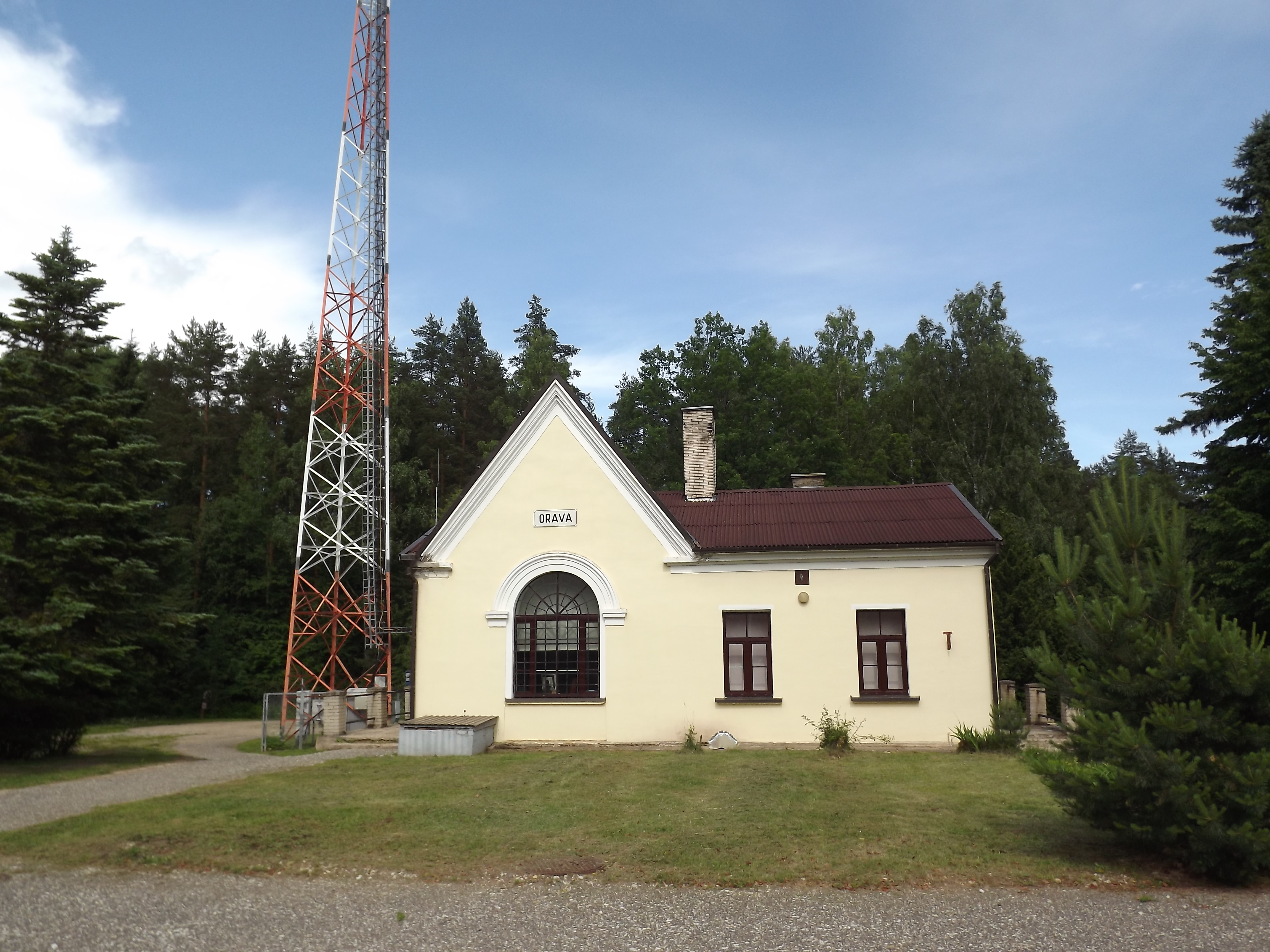
Ж/д станция в деревне Орава
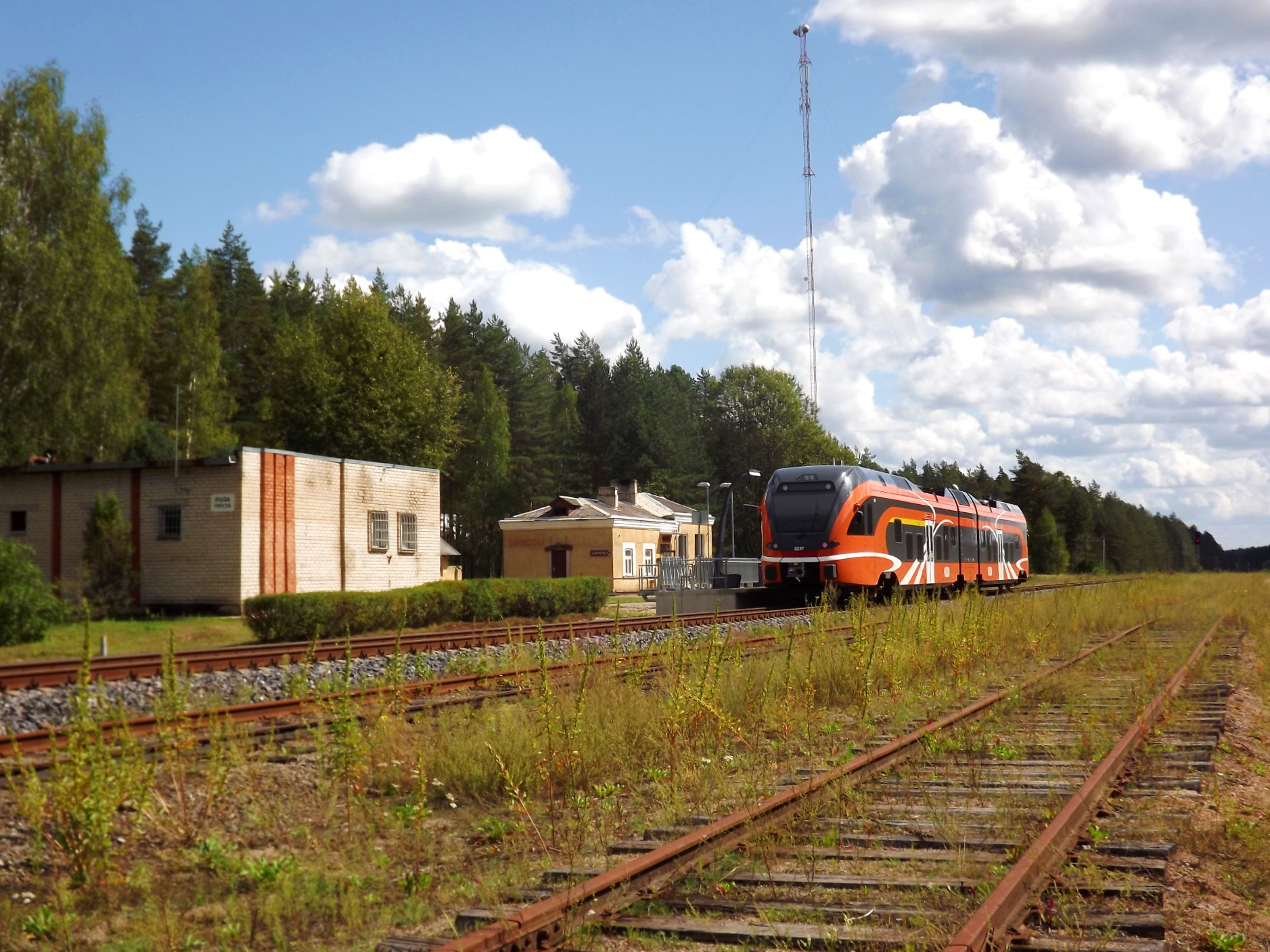
Ж/д станция Пиуза
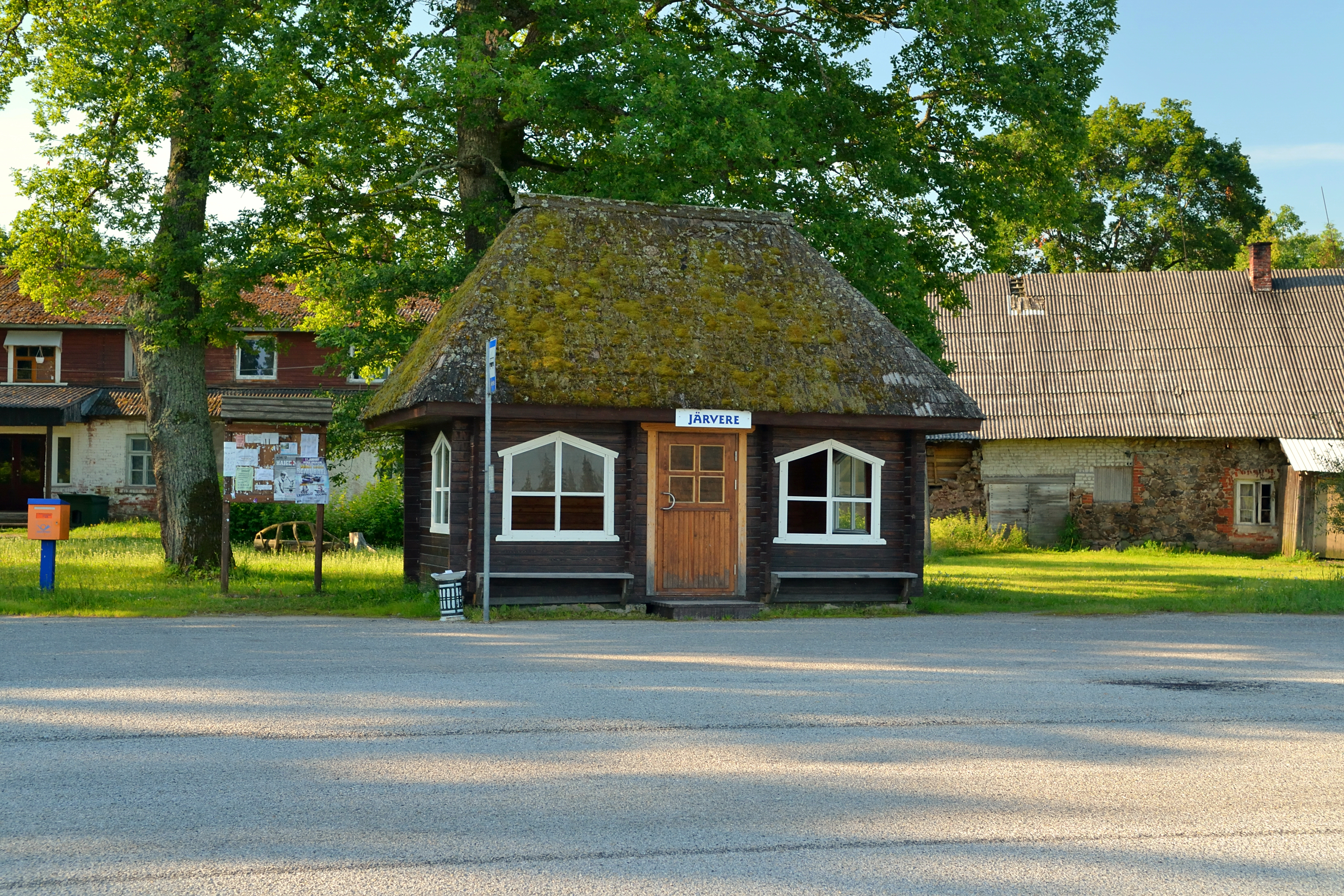
Автобусная остановка в деревне Ярвере
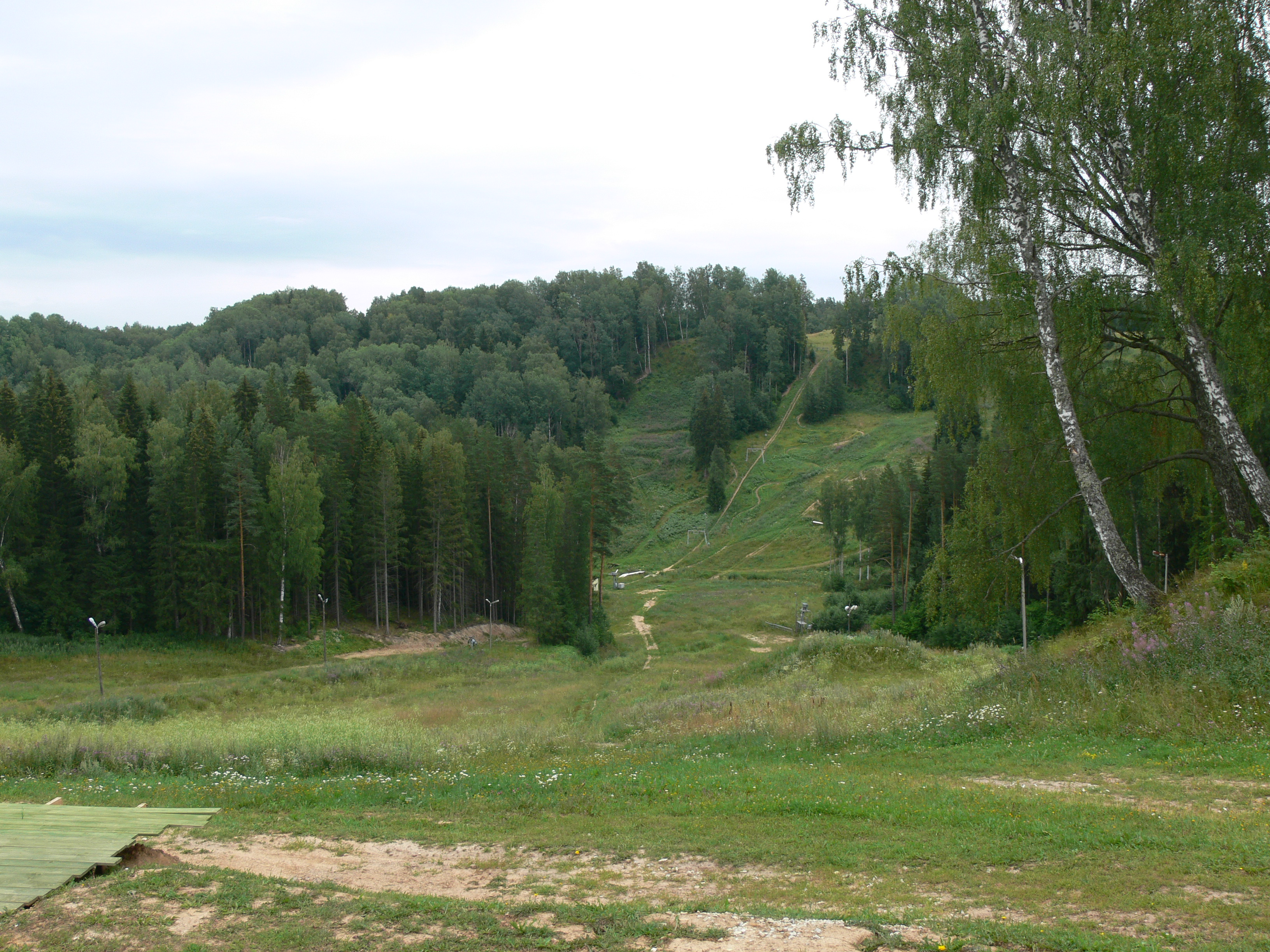
Долина Кютиорг в природном парке Хаанья
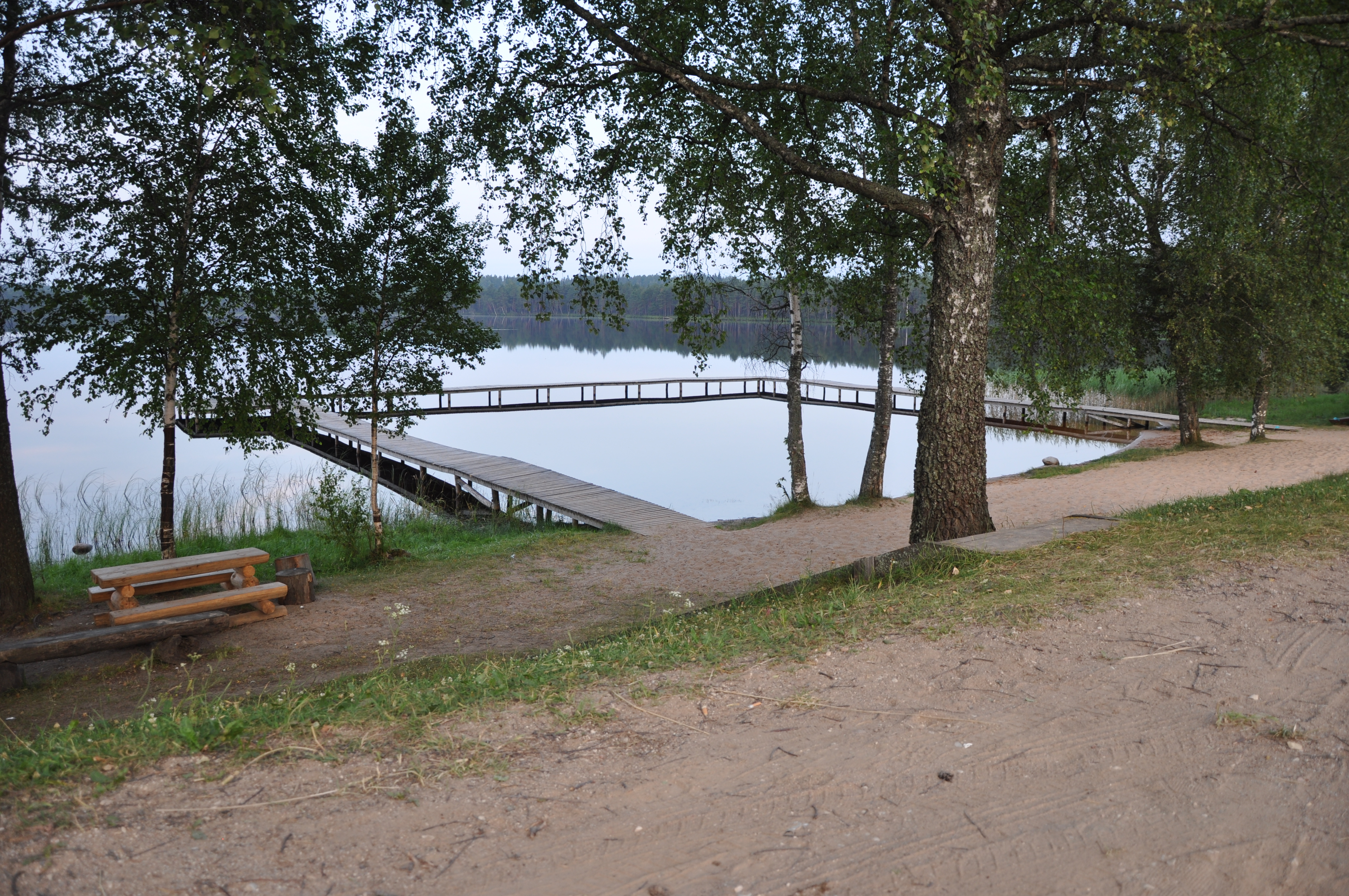
Купальня на озере в деревне Кирикумяэ
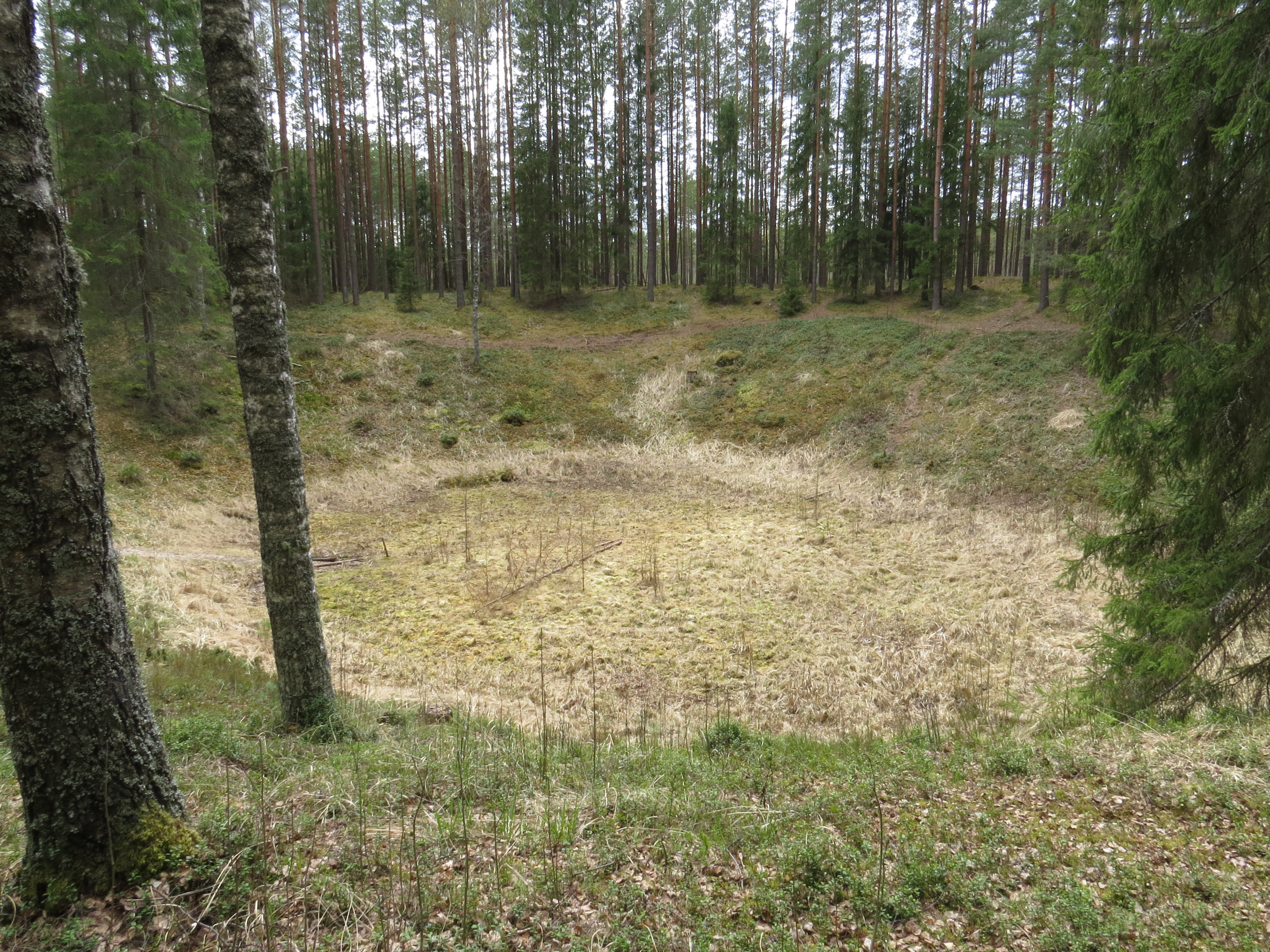
Метеоритный кратер «Адова могила»

## Комментарии
1. ↑  Эстонские топонимы, оканчивающиеся на -а, в русском языке не склоняются[14], а род получают по родовому слову, например, деревне присваивается женский род, хотя в эстонском языке нет категории рода.